# Landeszentrale für Gesundheit in Bayern
Die Landeszentrale für Gesundheit in Bayern e. V. (LZG Bayern) ist ein gemeinnütziger Verein mit Sitz in München. Er wurde 1973 gegründet und ist Träger von Projekten zur Gesundheitsförderung und Prävention von Krankheiten in unterschiedlichen Lebenswelten in Bayern. Mit einem Zusammenschluss von fast 50 Einrichtungen und Verbänden vernetzt die LZG Bayern Akteure im Gesundheitswesen und entwickelt Handlungskonzepte und Materialien für gute Praxis. Ziel des Vereins ist es, als Ansprechpartner für unterschiedliche Themengebiete aus Gesundheitsförderung und Prävention zu sensibilisieren und ein Forum für alle zu bieten, die sich mit diesen Themen in Bayern befassen.

## Geschichte
Die LZG Bayern e. V. wurde am 6. April 1973 als Landeszentrale für Gesundheitsbildung in Bayern e. V. gegründet. Sie entwickelte sich aus der zuvor bestehenden Arbeitsgemeinschaft für Gesundheitsvorsorge. Am 22. Januar 1974 fasste der Bayerische Landtag den Beschluss zur finanziellen Unterstützung der Arbeit der LZG Bayern, die den Prozess der Gesundheitsbildung mitgestalten und dabei ein stets erreichbarer Partner für den Bürger sein sollte. Gemäß ihrer Satzung hat sich die LZG Bayern zur Aufgabe gemacht, „die Zusammenarbeit der auf den Gebieten der Volksgesundheitspflege und der Gesundheitsbildung in Bayern tätigen Einrichtungen, Organisationen und Verbände, unbeschadet ihrer Selbständigkeit, zu fördern und ihre Bestrebungen durch Information, Organisation und Koordination wirksam zu gestalten“. Im Jahr 2023 konnte sie ihr 50-jähriges Bestehen feiern.
Seit ihrer Gründung organisiert die LZG Bayern öffentliche Veranstaltungen, sie sichtet, bewertet und verteilt Informationsmaterial unter anderem an Schulen, Verbände, Selbsthilfegruppen und interessierte Bürger und kümmert sich um die Fortbildung von Multiplikatoren der Gesundheitsförderung und Prävention. Sie entwickelt eigene Programme und unterstützt und fördert entsprechende Aktivitäten in Bayern. 1998 wurde sie in „Landeszentrale für Gesundheit in Bayern e. V.“ umbenannt.

## Ziele und Aufgaben
Ziele der LZG Bayern als eine zentrale gesundheitsfördernde Institution im Freistaat Bayern sind die Förderung des öffentlichen Gesundheitswesens und der öffentlichen Gesundheitspflege sowie die Förderung von Bildung.
Eine Aufgabe der LZG Bayern liegt in der Planung und Umsetzung von Aktivitäten, die auf die Gesundheitsförderung und gesundheitsbezogene Prävention in Bayern abzielen.
Insgesamt gehören zu ihren satzungsgemäßen Aufgaben die Zusammenarbeit mit Behörden, Körperschaften, Verbänden, Berufsvertretungen, Krankenkassen und sonstigen Einrichtungen des Gesundheitswesens. Die LZG Bayern plant und koordiniert Veranstaltungen und Projekte, die der Förderung von Prävention und Gesundheitsförderung dienen und nicht gewinnorientiert sind. Außerdem erarbeitet sie Empfehlungen, Konzepte und Stellungnahmen und betreibt Informations- und Öffentlichkeitsarbeit auf dem Gebiet der Gesundheitsförderung und gesundheitsbezogenen Prävention. Der Verein unterstützt seine Mitglieder durch Erfahrungsaustausch, Vermittlung von Anregungen, Lehrmittel und Anschauungsmaterial. Zur Erreichung der Ziele gehört ebenso die Förderung der Zusammenarbeit von Einrichtungen, Gruppen, Organisationen und Verbänden, die auf dem Gebieten der Gesundheitsförderung und Prävention tätig sind.

## Aktuelle Tätigkeitsfelder
Am 25. Juli 2015 trat das Präventionsgesetz (PrävG) mit seinen wesentlichen Teilen in Kraft. Durch das PrävG wurden vor allem Veränderungen in anderen Gesetzeswerken, insbesondere in den Sozialgesetzbüchern, festgelegt. Damit wurde u. a. die Grundlage für eine intensivere Zusammenarbeit der Sozialversicherungsträger, Länder und Kommunen in den Bereichen Prävention und Gesundheitsförderung gelegt.
Als Träger für die Koordinierungsstelle Gesundheitliche Chancengleichheit, die Geschäftsstelle der Landesrahmenvereinbarung Prävention Bayern und das Projekt „teamw()rk für Gesundheit und Arbeit“ (Verzahnung von Arbeits- und Gesundheitsförderung in der kommunalen Lebenswelt) leistet die Landeszentrale für Gesundheit in Bayern e. V. einen Beitrag zur Umsetzung des PrävG in Bayern.

### Koordinierungsstelle Gesundheitliche Chancengleichheit
Die Koordinierungsstelle Gesundheitliche Chancengleichheit Bayern (KGC) ist eine Beratungs- und Vernetzungsstelle für Gesundheitsförderung und Prävention. Sie verfolgt das Ziel, die Gesundheit von Menschen in schwierigen Lebenslagen zu fördern und dadurch die gesundheitliche Chancengleichheit in verschiedenen Lebenswelten zu stärken. Ein Schwerpunkt liegt dabei auf der Gesundheitsförderung von Menschen, die bislang nicht oder nur ungenügend erreicht wurden.
Die KGC übernimmt unter anderem folgende Aufgaben:
- Beratung und Qualifizierung von Akteuren sowie Multiplikatoren im Gesundheitswesen
- Sensibilisierung relevanter Akteure in Bayern für das Thema gesundheitliche Chancengleichheit durch Öffentlichkeitsarbeit, z. B. durch Fachtagungen und Vorträge
- Vernetzung von Wissenschaft und Praxis, z. B. durch Organisation von Fachgesprächen
- Koordinierung von und Kooperation mit regionalen und landesbezogenen Netzwerken
- Erstberatung und Unterstützung bei der Entwicklung von Projekten, Vermittlung bestehender Programme sowie Beratung zu Fördermöglichkeiten
- Unterstützung bei der Umsetzung der Landesrahmenvereinbarung Prävention Bayern[5]
- Förderung des Auf- und Ausbaus von Präventionsketten
- Verankerung der Qualitätsentwicklung und -sicherung in Lebenswelten sozial benachteiligter und/oder vulnerabler Zielgruppen, z. B. durch Identifizierung und Bereitstellung von Good Practice-Modelle[6]

### Geschäftsstelle Landesrahmenvereinbarung Prävention Bayern
Die Landesrahmenvereinbarung (LRV) setzt die fortlaufenden Bundesrahmenempfehlungen, welche auf Grundlage des Präventionsgesetzes entwickelt werden, um. Die LRV ist ein gemeinsames Abkommen des Freistaat Bayerns, der Gesetzlichen Krankenversicherung (GKV), der deutschen Rentenversicherung, der gesetzlichen Unfallversicherung, der bayerischen Regionaldirektion der Bundesagentur für Arbeit und des bayerischen Städtetags. Im Rahmen der LRV können trägerübergreifende Projekte zur Prävention und Gesundheitsförderung für sozial benachteiligte, vulnerable Zielgruppen gefördert werden. Ziel ist es, die gesundheitliche Chancengleichheit in Bayern zu verbessern.
Die Geschäftsstelle LRV ist seit 2017 bei der Landeszentrale für Gesundheit in Bayern e. V. angesiedelt und Anlaufstelle für Antragstellende zur Gestaltung gesundheitsförderlicher Lebenswelten. Antragstellende erhalten Informationen zu Förderkriterien und zum Antragsverfahren und werden dabei individuell beraten. Die Geschäftsstelle LRV nimmt Anträge entgegen und prüft sie auf trägerübergreifende Fördermöglichkeiten. Zudem unterstützt sie das Steuerungsgremium der LRV bei ihren Förderentscheidungen, übernimmt die Verwaltung des Förderverfahrens und betreut die Antragstellenden während der Projektdurchführung.

### „teamw()rk für Gesundheit und Arbeit“ (Verzahnung von Arbeits- und Gesundheitsförderung in der kommunalen Lebenswelt)
Das Projekt „teamw()rk für Gesundheit und Arbeit“ (Verzahnung von Arbeits- und Gesundheitsförderung in der kommunalen Lebenswelt) hat zum Ziel, erwerbslose Menschen nachhaltig mit Präventionsangeboten zu erreichen und damit auch ihre Chancen auf den Wiedereinstieg in den Arbeitsmarkt zu erhöhen. Anhaltende Arbeitslosigkeit ist nachweislich ein gesundheitlicher Risikofaktor. Gesundheitliche Einschränkungen wiederum erschweren die berufliche Eingliederung. Diesen negativen Kreislauf wollen die Krankenkassen, die Arbeitsagenturen und die Jobcenter in Zusammenarbeit mit kommunalen Trägern mit diesem bundesweit initiierten Projekt durchbrechen.
Die LZG Bayern übernimmt in diesem Projekt die kassenseitige Vertretung und damit folgende Aufgaben:
- Federführung für die Umsetzung des Projektes im Auftrag der Gesetzlichen Krankenversicherung (GKV)
- Begleitung und Beratung der beteiligten bayerischen Projektstandorte
- Initiierung der lokalen Projektsteuerungsgruppen und dortige Vertretung der GKV
- Koordination der Netzwerkarbeit auf Landesebene und bayerische Vertretung auf Bundesebene
- Umsetzung der organisatorischen Rahmenbedingungen

Die LZG Bayern begleitet 16 bayerische Modell-Standorte bei der Vorhabenplanung und -umsetzung (Stand Januar 2024).